# Abeokuta
Abeokuta   este un oraș   Nigeria. Este reședința  statului  Ogun.
Abeokuta este un oraș  în vestul Nigeriei, port pe fluviul Ogun, cu o populație de aprox. 400.000 de locuitori (la recensământul din 1991). Centru comercial pentru cacao, nuci de cola, materiale de construcții (ciment) și produse  alimentare (bere, sucuri de fructe). Este reședința  statului  Ogun.